# Semechnice
Semechnice är en ort i Tjeckien. Den ligger i den nordöstra delen av landet, 120 km öster om huvudstaden Prag. Semechnice ligger 283 meter över havet och antalet invånare är 359.
Terrängen runt Semechnice är platt åt sydväst, men åt nordost är den kuperad. Runt Semechnice är det ganska glesbefolkat, med 43 invånare per kvadratkilometer. Närmaste större samhälle är Náchod, 17,4 km norr om Semechnice. Trakten runt Semechnice består till största delen av jordbruksmark.